# Mücheln (Geiseltal)
Pour l’article homonyme, voir Mucheln.
Mücheln (Geiseltal) est une ville allemande de l'arrondissement de Saale, Land de Saxe-Anhalt.

## Géographie

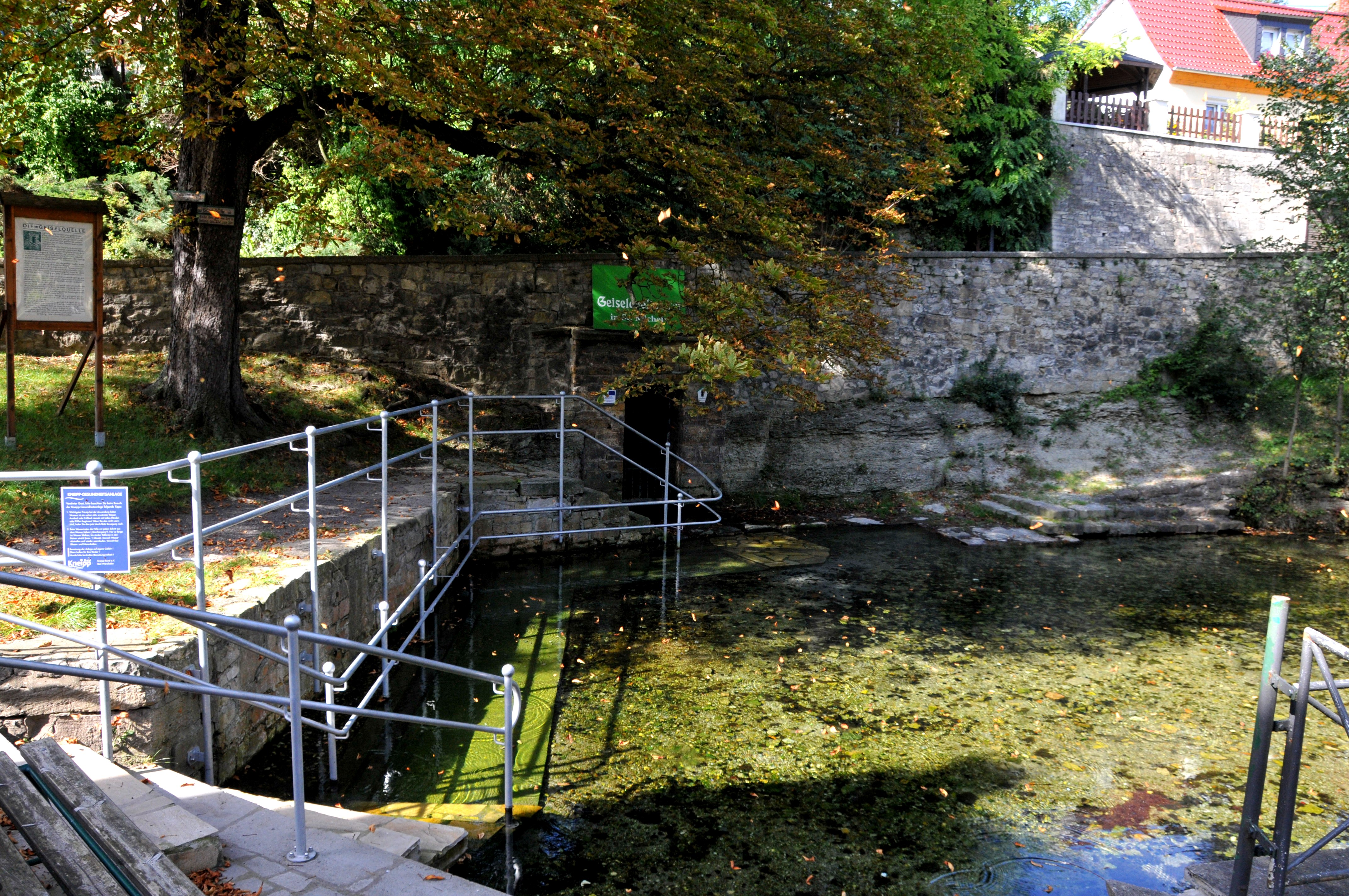
La source de la rivière Geisel

Mücheln se situe au sud-est de Halle, à mi-chemin entre Querfurt et Mersebourg. La ville est traversée par la rivière Geisel qui a son source dans le quartier de St. Micheln.
La ville regroupe les quartiers de Branderoda, Gröst, Langeneichstädt, Oechlitz et Wünsch. Branderoda, Gröst, Langeneichstädt et Wünsch sont intégrés en 2006, Oechlitz en 2010.
| Nemsdorf-Göhrendorf | Bad Lauchstädt      | Bad Lauchstädt |
| Steigra             | Mücheln (Geiseltal) | Braunsbedra    |
| Gleina              | Freyburg            | Goseck         |

## Histoire
À Kohlberg, le département d'archéologie de l'université d'Iéna a découvert en faisant des photographies aériennes des grabens. Des éclats de céramique montrent une fabrication datant du Néolithique. D'autres objets retrouvés datent de l'âge du bronze final.
Entre 881 et 899, Mücheln fait partie des villages versant la dîme à l'abbaye d'Hersfeld. Le château-fort est appelé Muchileburg.
Du XIe au XVe siècle, il existe une famille noble "von Mücheln".
Mücheln reçoit sa charte de ville en 1350. Elle est reconnue de nouveau ville en 1936.
En 2005, Mücheln est reconnu comme faisant partie des chemins de Compostelle entre Berlin et Erfurt.

## Jumelages
- Hemsbach,  Bade-Wurtemberg.
- Bois-d'Arcy (Yvelines) (France), depuis 1997.
- Nová Baňa (Slovaquie).

## Transports

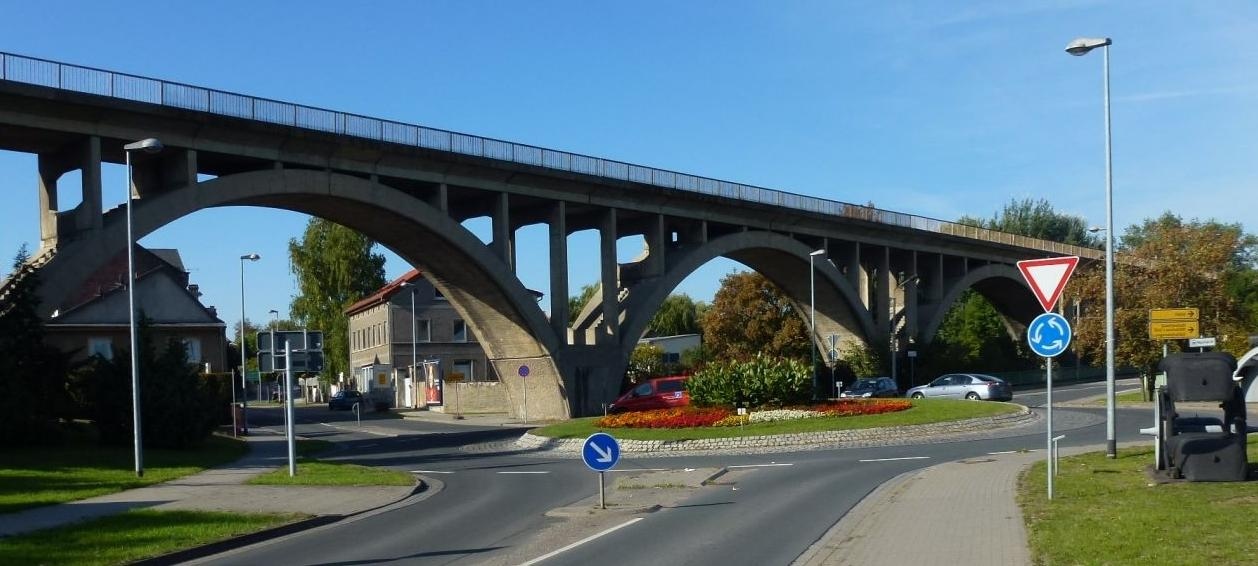
Viaduc ferroviaire à Mücheln

Mücheln (Geiseltal) se trouve sur la ligne de Mersebourg à Querfurt qui a dû être déplacé à plusieurs reprises en raison de l'exploitation du lignite. Cela a nécessité la construction d'un viaduc en béton précontraint à Mücheln en 1964. Celui dernier a été déclaré monument architectural.

## Personnalités liées à la commune
- Ahasverus Fritsch (1629-1701), juriste et auteur de chants religieux.
- Christian Friedrich von Matthäi (1744-1811), philologue.
- Paul Rinckleben (1841-1906), sculpteur.
- Martin Lerche (1892-1980), médecin hygiéniste.
- Franziska (née en 1993), chanteuse.

## Source, notes et références
1. ↑  (de) Joachim Krause, Bahnknoten Merseburg, Wolfgang Herdam Fotoverlag, 1997 (ISBN 3-9804798-4-6), p. 65

- (de) Cet article est partiellement ou en totalité issu de l’article de Wikipédia en allemand intitulé « Mücheln (Geiseltal) » (voir la liste des auteurs).